# Menneskets Bedste Ven
|  | Denne artikel er oprettet af botten Steenthbot ud fra en ekstern database. Den kan derfor have sproglige fejl eller mangler. Denne skabelon kan fjernes efter kontrol af indholdet. |

Menneskets Bedste Ven er en dansk filmskolefilm fra 2019 instrueret af Jonas Robstad Nielsen og Magnus Axelsen.

## Handling
Når livet er svært, er der kun et sted at flygte til - toilettet.

## Medvirkende
- Jonas Kyed, Toilet
- Daniel Indal, David
- Sofie Fjord Lauridsen, Mor